# Good Woman – Ein Sommer in Amalfi
Good Woman – Ein Sommer in Amalfi (Originaltitel: A Good Woman) ist eine Filmkomödie aus dem Jahr 2004. Regie führte Mike Barker, das Drehbuch schrieb Howard Himelstein anhand des Theaterstücks Lady Windermere’s Fan von Oscar Wilde aus dem Jahr 1892.

## Handlung
Die Handlung spielt im Jahr 1930. Stella Erlynne hat sich in New York gesellschaftlich unmöglich gemacht und reist mit dem Erlös ihres verpfändeten Schmucks nach Amalfi. Dort hat sich gerade Lord Windermere mit seiner Frau Meg für die Saison niedergelassen. Lord Darlington, ein berüchtigter Playboy, lernt Meg zufällig in einem Geschäft kennen. Es stellt sich heraus, dass Windermere und Darlington sich aus London kennen.
Als die beiden mit Meg im Club essen gehen wollen, wird Windermere durch ein Telefongespräch abberufen. Er trifft sich mit Stella Erlynne. Später richtet er ihr eine Wohnung ein und eröffnet ein Konto für sie. Darlington macht Meg Avancen; sie steht aber treu zu ihrem Mann. Meg lernt in einem Geschäft Stella Erlynne kennen, die gerade ein recht frivoles Kleid anprobiert. Stella lernt im Club den reichen, zweimal geschiedenen Tuppy kennen, der sogleich für sie entflammt. Windermeres laden zu Megs Geburtstag ein, zu dem Tuppy Stella – sehr zum Unwillen der Windermeres – mitbringen will.
Darlington deutet Meg an, dass Windermere ein Verhältnis mit Stella Erlynne habe. Zufällig entdeckt Meg kurz vor der Geburtstagsparty, dass ihr Mann regelmäßig größere Geldbeträge an Stella Erlynne überweist. Dass er ihr nur bei Geldgeschäften behilflich sei, glaubt Meg ihm nicht mehr. Nebenbei erfährt der Zuschauer, dass Stella Erlynne Megs Mutter ist, die ihre Tochter als kleines Kind herzlos verlassen hat.
Auf der Party trägt Meg voller Empörung über die vermeintliche Untreue ihres Mannes das gleiche frivole Kleid, das Stella Erlynne im Laden anprobiert hatte. Stella erscheint ebenfalls in diesem Kleid, was zu verschiedenen Verwechslungen und Komplikationen auf der Party führt. In einer stillen Ecke erklärt Darlington Meg seine Liebe und lädt sie ein, mit ihm in See zu stechen. Kurz darauf beobachtet Meg ihren Mann, wie er Stella Erlynne einen Brief übergibt. Sie begibt sich auf die Yacht, auf der Darlington lebt, und wartet dort auf ihn. Stella Erlynne hat inzwischen gehört, dass Windermere ein Verhältnis mit ihr haben soll, und erkennt, dass Meg ihn deswegen mit Darlington betrügen will. Sie folgt Meg auf die Yacht, stellt sie zur Rede und versichert ihr, ihr Mann sei ihr treu. Bevor die beiden Frauen die Yacht verlassen können, erscheinen alle Herren auf ihr: Windermere, Darlington, Tuppy, Dumby und Cecil.
Stella Erlynne stellt die Situation so dar, als habe sie Darlington erwartet, worauf Tuppy die bereits eingegangene Verlobung wieder löst. Windermere versöhnt sich wieder mit Meg, ohne mit der Information herauszurücken, dass Mrs. Erlynne ihre Mutter ist und ihn nur erpresst hat. Stella Erlynne erscheint, um einen Fächer Megs zurückzubringen. Sie will, obwohl Windermere sie warnt, Meg erzählen, dass sie ihre Mutter sei, womit sie sich von dem Vorwurf eines Verhältnisses mit Megs Mann reinwaschen würde. Sie lässt aber, bevor sie dieses Geheimnis erzählt, Meg schwören, anderen nichts davon zu verraten. Meg schwört „bei ihrer Mutter“, die sie für einen reinen Engel hält, also in falscher Erinnerung hat. Darauf erzählt Stella nichts mehr davon.
Stella Erlynne wird von Windermere gezwungen, Amalfi zu verlassen. Die Windermeres sind somit wieder versöhnt. Beim Verlassen der Amalfiküste mit dem Flugzeug stellt Stella fest, dass Tuppy mitfliegt. Meg hat ihm eine abenteuerliche Geschichte erzählt, die Stellas Ehre in seinen Augen wiederherstellt.
So sind alle glücklich und zufrieden. Auch Mrs. Erlynne ist eine gute Frau (Good Woman), nur Lord Darlington ist von fraglicher Moral. Ihm wird aber verziehen, weil er gut Bridge spielt, wie Contessa Lucchino meint.

## Kritiken
Peter Travers schrieb in der Zeitschrift Rolling Stone vom 23. Januar 2006, die Qualität der Darstellungen – abgesehen von jener von Tom Wilkinson – befinde sich zwischen „amateurhaft“ und „entsetzlich“ („the acting ranges from amateurish to atrocious“). Das Spiel von Helen Hunt sei „unbarmherzig grausam“ gegenüber der Wildeschen Vorlage.
Kenneth Turan schrieb in der Los Angeles Times vom 3. Februar 2006, der Film sei „gut gemeint“ und ein wenig unterhaltend. Beim Versuch, die Geschichte zu modernisieren, ginge einiges verloren, was das Theaterstück unvergesslich gemacht habe. Die Darstellung von Johansson wirke künstlich und nicht überzeugend; Hunt wirke fehlbesetzt.
Das Lexikon des internationalen Films schrieb, der Film sei eine „melancholische Komödie“. Sie lege „die sozialen Wurzeln“ des verfilmten Theaterstücks nicht bloß und fröne „als betuliches Ausstattungsstück eher dem rein Dekorativen“.
Die Deutsche Film- und Medienbewertung FBW in Wiesbaden verlieh dem Film das Prädikat besonders wertvoll.

## Deutsche Synchronfassung
| Darsteller         | Deutscher Sprecher       | Rolle                  |
| ------------------ | ------------------------ | ---------------------- |
| Helen Hunt         | Sabine Falkenberg        | Stella Erlynne         |
| Scarlett Johansson | Berenice Weichert        | Meg Windermere         |
| Mark Umbers        | Peter Flechtner          | Robert Windermere      |
| Tom Wilkinson      | Otto Mellies             | Lord Augustus; „Tuppy“ |
| Roger Hammond      | Friedrich Georg Beckhaus | Cecil                  |
| Antonio Barbaro    | Claudio Maniscalco       | Paulo                  |

## Hintergründe
Der Film wurde in den italienischen Orten Amalfi, Atrani, Ravello, Rom und Sorrent gedreht. Er hatte seine Weltpremiere am 15. September 2004 auf dem Toronto International Film Festival und wurde danach auf einigen anderen Filmfestivals vorgestellt. Der Film spielte in den Kinos der USA ca. 223.000 US-Dollar ein, in den britischen Kinos ca. 541.000 Pfund Sterling und in den spanischen ca. eine Million Euro.